# Hoàng liên ô rô lá dày
Hoàng liên ô rô lá dày hay còn gọi hoàng mộc, hoàng liên ô rô, hoàng bá gai, mật gấu, (danh pháp khoa học: Mahonia bealei) là loài thực vật có hoa thuộc họ Hoàng liên gai được (Fortune) Carrière mô tả lần đầu năm 1875.
Cây bụi lớn, có thể cao đến 8m. Lá kép lông chim 1 lần lẻ có thể dài đến 50 cm, có từ 4-10 cặp lá chét đính ở 2 bên. Hoa tự chùm mọc ở đầu cành, chùm hoa có thể dài tới 30 cm. Quả chìn hình cầu hoặc hình trứng có kích thước 1,5 cm, khi chín có màu tím đậm.
Hoàng liên ô rô phân bổ chủ yếu ở miền nam Trung Quốc (An Huy, Quảng Đông, Quảng Tây, Hồ Nam, Hồ Bắc, Giang Tô, Giang Tây, Thiểm Tây, Chiết Giang, Tứ Xuyên, Phúc Kiến) và một số tỉnh miền núi phía bắc Việt Nam (Hà Giang, Lào Cai, Lai Châu).

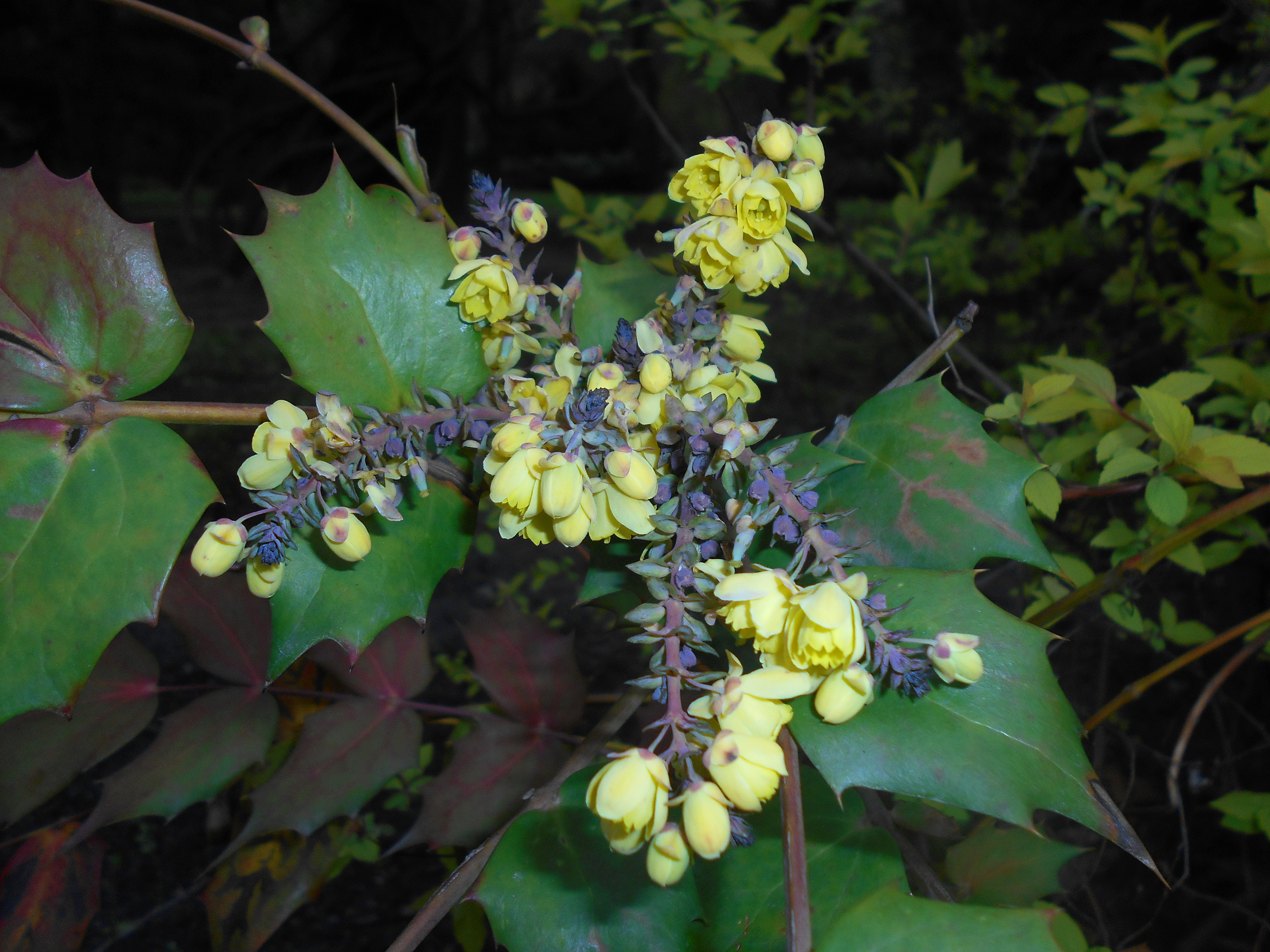
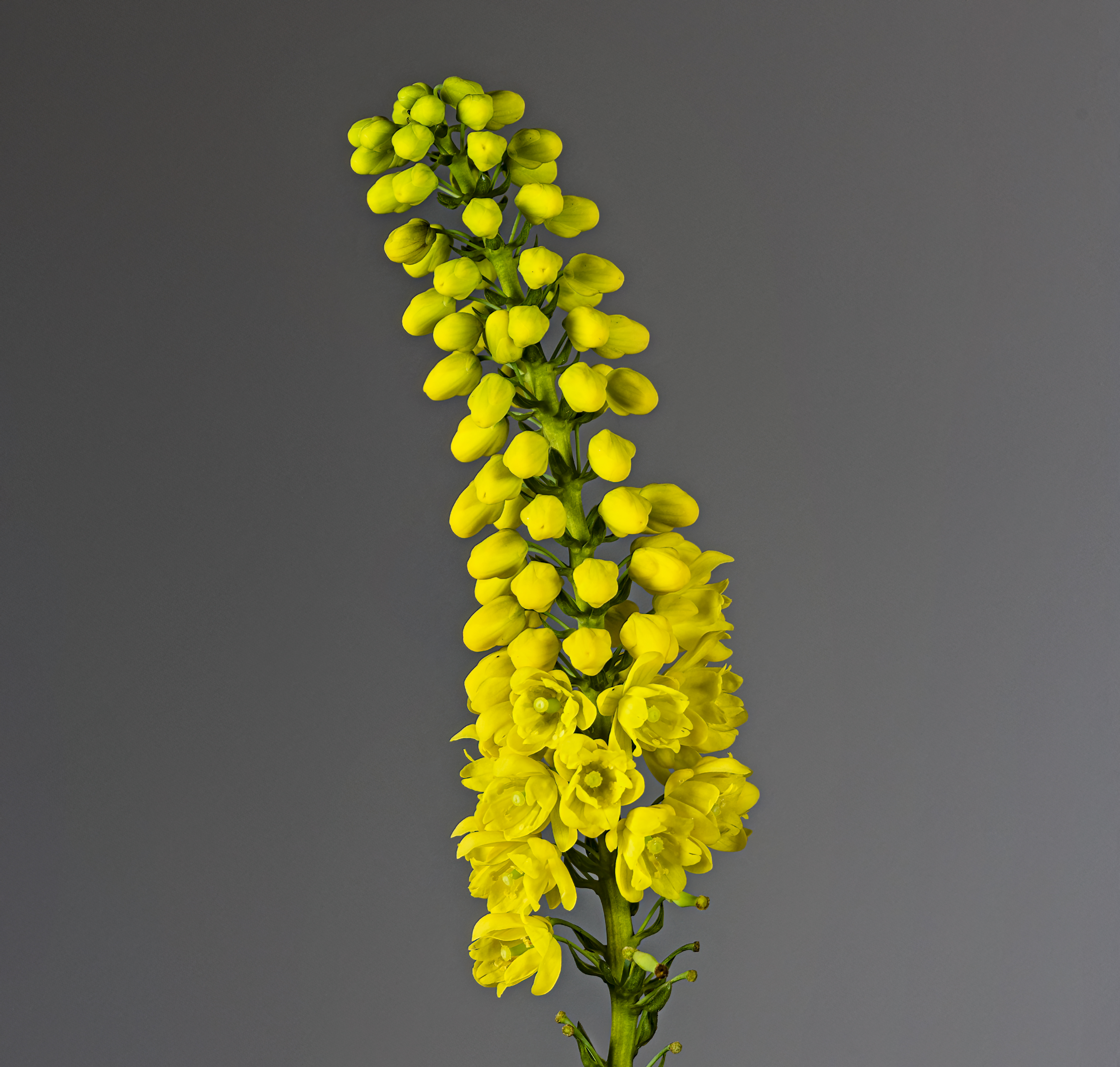
chùm hoa
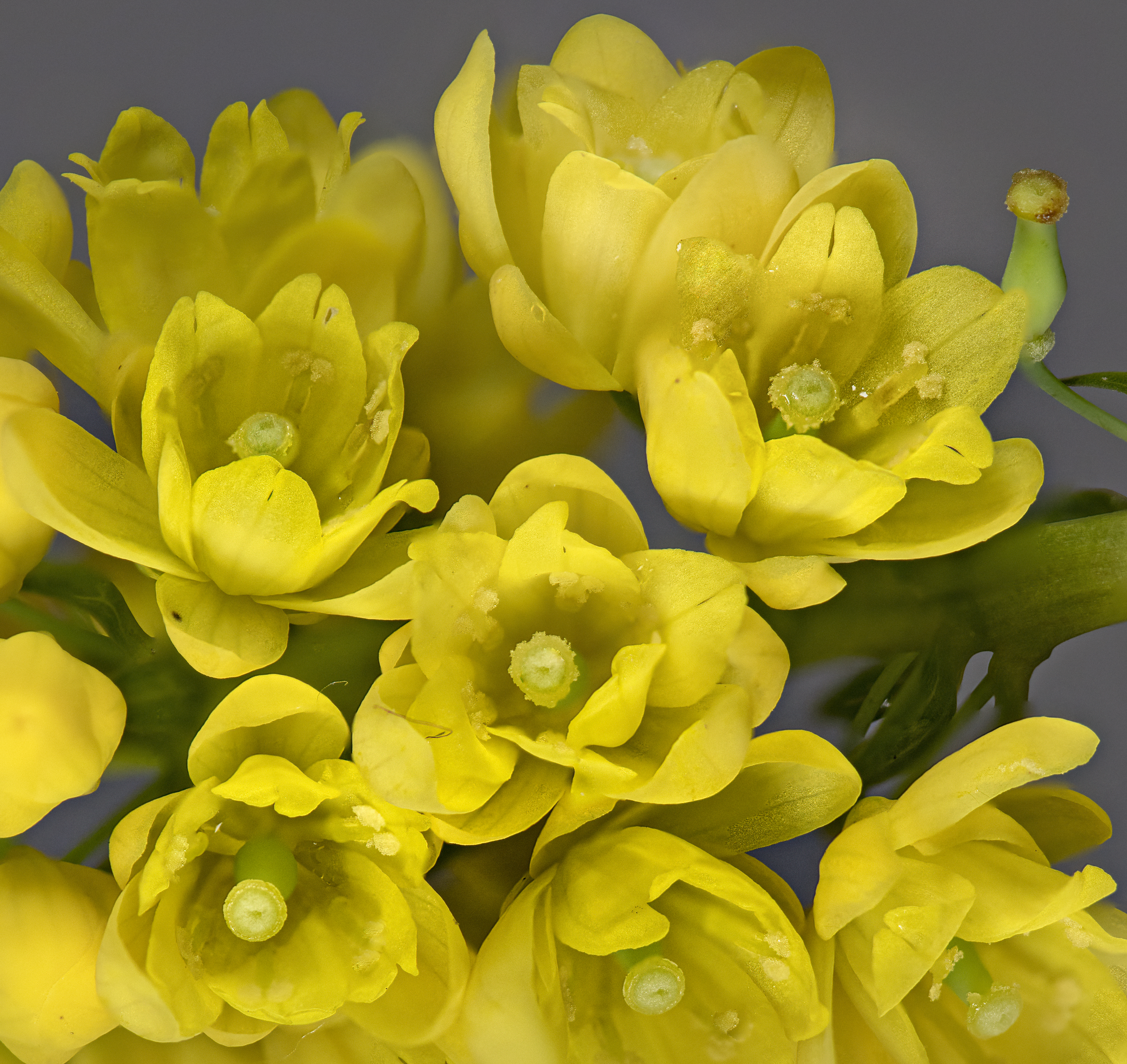
những bông hoa
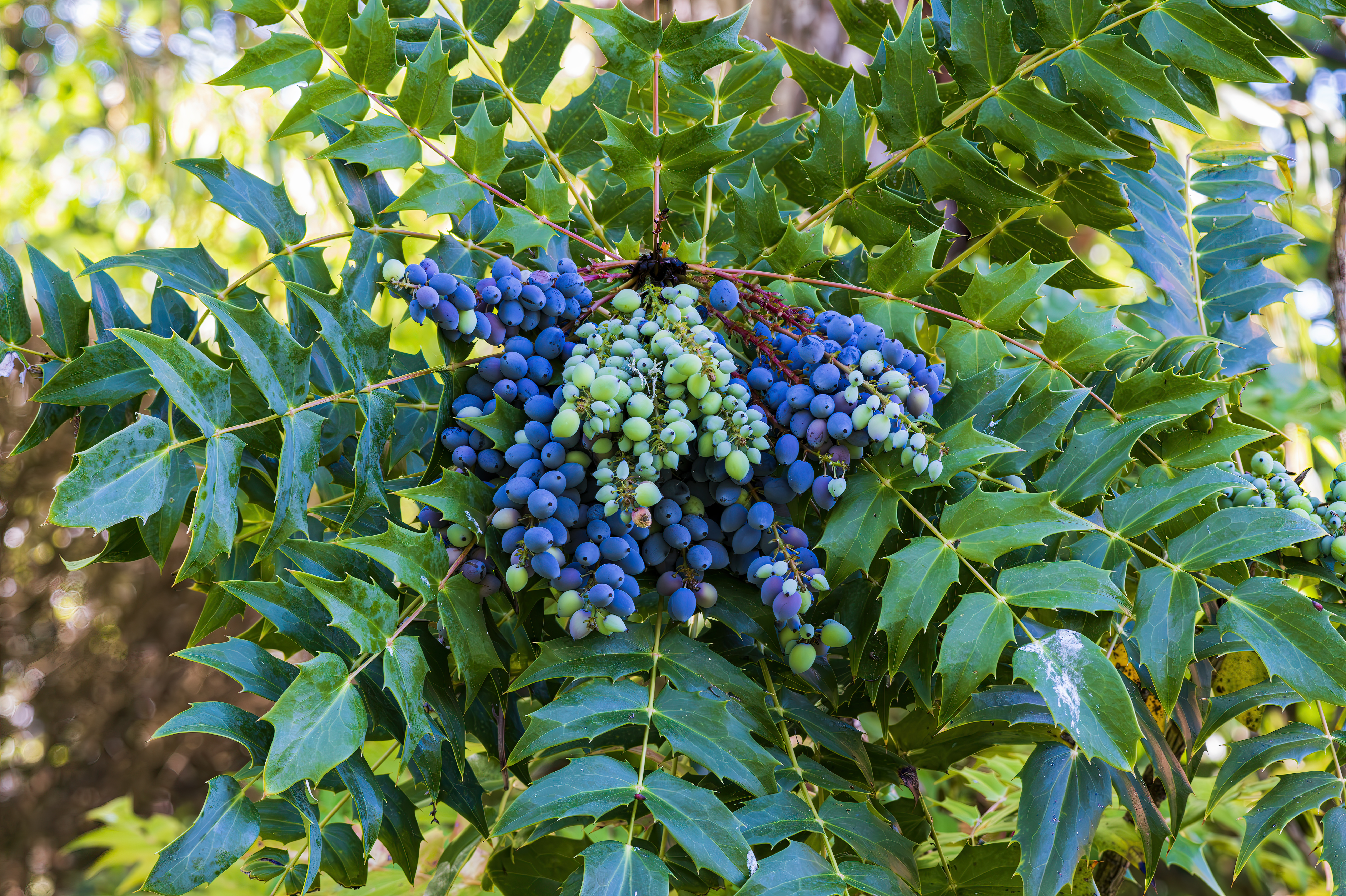
Trái cây